# Pauquachin
Pauquachin (BOḰEĆEN; kod Swantona i Hodgea Panquechin), jedna od skupina Saanich (W̱SÁNEĆ; Sanetch) Indijanaca s jugoistoka otoka Vancouver na poluotoku Saanich i susjednim otocima, Kanada. Većina populacije živi na Coles Bayu na rezervatu Cole Bay 3, a ostali na rezervama Goldstream 13 i Hatch Point 12.
Populacija je iznosila 64 (1906; Hodge); 367 (2008). Govore dva jezika SENĆOŦEN i Hul’q’umi’num’